# Armstrong Siddeley Viper
El Amstrong Siddeley Viper es un motor turborreactor desarrollado y construido por el fabricante aeronáutico británico Armstrong Siddeley y posteriormente por las compañías que le sucedieron, Bristol Siddeley y Rolls-Royce Limited. Entró en servicio en el año 1953 permaneciendo en servicio con la Royal Air Force hasta el año 2011, en el que se retiró el último de sus Dominie T1.

## Aplicaciones
- Aermacchi MB-339
- Aermacchi MB-326
- Atlas Aircraft Impala
- Avro Shackleton
- BAC Jet Provost
- BAC Strikemaster
- Bell X-14
- Dassault M.D.550 Mystere-Delta
- Embraer AT-26 Xavante
- Folland Midge
- GAF Jindivik
- Hawker Siddeley Dominie
- Handley Page HP.115
- IAR 99
- Piaggio PD.808
- Saunders-Roe SR.53
- Soko J-22 Orao/IAR-93
- Soko G-2 Galeb
- Soko G-4 Super Galeb

### Desarrollos relacionados
- Armstrong Siddeley Adder
- Armstrong Siddeley Sapphire

### Motores similares
- General Electric J85
- Motorlet M-701
- Turbomeca Gabizo